# Сунбулов, Григорий Фёдорович
Григорий Фёдорович Сунбулов  (неизвестно — 1616) — рязанский дворянин и воевода.
Григорий Сунбулов является предком А. С. Пушкина по своей дочери Елене Сунбуловой, которая вышла замуж за Петра Тимофеевича Пушкина.

## Биография
В декабре 1606 года Сунбулов вместе с Ляпуновым, начальствуя «рязанскими войсками», соединился с Болотниковым и стал под Москвой «для осады», но через месяц со своими рязанцами явился к царю Василию Шуйскому, помог ему «отбросить от Москвы» Болотникова и получил звание «государева воеводы на Рязани». Воевода в Мещевске (1607), в том же году приводил к крестному целованию брянчан.
В начале 1609 года он был в числе мятежников, требовавших у бояр низложения Шуйского. Помилованный последним, он пристал к тушинцам.
После распадения их лагеря и ухода Заруцкого Сунбулов пришел в Москву и стал на сторону бояр, присягнувших Владиславу. При тогдашнем положении дел это было важным событием, и боярин князь Фёдор Иванович Мстиславский в окружной грамоте от 4-го сентября в сибирские города перечислил всех главных лиц: «Воровские советники: князь Олексей Ситцкой, Олександро Нагой, Григорий Сунбулов, Фёдор Плещеев, князь Фёдор Засекин, да дьяк Петр Третьяков и всякие служивые и неслуживые люди вину свою Государю королевичу принесли.»